# Jean Joseph Tonnet-Hersant
Pour les articles homonymes, voir Hersant (homonymie) et Tonnet.
Jean Joseph Tonnet-Hersant est un homme politique français né le 5 octobre 1784 à Saint-Loup-sur-Thouet (Deux-Sèvres) et mort le 12 mars 1875 à Boirateau (Deux-Sèvres).

## Biographie
Ancien élève de l'école polytechnique et de l'école d'artillerie de Metz, il fait les campagnes napoléoniennes. Capitaine en 1812, il devient inspecteur d'artillerie à Dresde et quitte l'armée en 1816.
Maire d'Ardin, conseiller général du canton de Coulonges, il est député des Deux-Sèvres de 1828 à 1829, siégeant dans la majorité constitutionnelle.

## Sources
- « Jean Joseph Tonnet-Hersant », dans Adolphe Robert et Gaston Cougny, Dictionnaire des parlementaires français, Edgar Bourloton, 1889-1891 [détail de l’édition]